# Transvulcania
Transvulcania és una cursa de muntanya d'ultra-distància i semi-autosuficiència que es disputa anualment a l'illa de La Palma, a les Illes Canàries, des de l'any 2009. El recorregut té una longitud de 83,3 km i un desnivell acumulat de 8.525 metres, i compta com a espònsor oficial l'empresa Salomon. En paral·lel també es disputa la modalitat de mitja marató, i des del 2014 la de marató i quilòmetre vertical.

## Historial

### Ultramarató
| Edició | Any  | Guanyador                   | Temps   | Guanyadora      | Temps    |
| ------ | ---- | --------------------------- | ------- | --------------- | -------- |
| I      | 2009 | Salvador Calvo              | 9:00:36 | Marta Prat      | 13:37:51 |
| II     | 2010 | Miguel Heras                | 8:09:32 | Nerea Martínez  | 10:53:33 |
| III    | 2011 | Miguel Heras / Iker Carrera | 7:32:11 | Mònica Aguilera | 10:00:03 |
| IV     | 2012 | Dakota Jones                | 6:59:07 | Anna Frost      | 8:11:31  |
| V      | 2013 | Kílian Jornet               | 6:54:09 | Emelie Forsberg | 8:13:22  |
| VI     | 2014 | Luis Alberto Hernando       | 6:55:41 | Anna Frost      | 8:10:41  |
| VII    | 2015 | Luis Alberto Hernando       | 6:52:39 | Emelie Forsberg | 8:32:59  |
| VIII   | 2016 | Luis Alberto Hernando       | 7:04:44 | Ida Nilsson     | 8:14:18  |
| IX     | 2017 | Timothy Lee Freriks         | 7:02:03 | Ida Nilsson     | 8:04:17  |
| X      | 2018 | Pere Aurell i Bové          | 7:37:26 | Ida Nilsson     | 8:40:43  |
| XI     | 2019 | Thibaut Garrivier           | 7:11:04 | Ragna Debats    | 8:09:25  |

### Marató
| Edició | Any  | Guanyador                     | Temps   | Guanyadora               | Temps   |
| ------ | ---- | ----------------------------- | ------- | ------------------------ | ------- |
| I      | 2014 | Esteban García Rodríguez      | 4:21:30 | Leire Aguirrezabala      | 4:39:32 |
| II     | 2015 | Danilson Silva Pereira        | 4:05:01 | Arantxa Ramírez Martínez | 6:05:56 |
| III    | 2016 | Danilson Silva Pereira        | 3:59:48 | Oihana Kortazar          | 4:47:50 |
| IV     | 2017 | Luis Alberto Hernando         | 3:46:01 | Eva Bernat Llorens       | 4:54:35 |
| V      | 2018 | Danilson Silva Pereira        | 4:05:33 | María Zorroza Iriondo    | 4:51:22 |
| VI     | 2019 | Juan Esteban Las Peñas Romano | 4:17:53 | Yuri Yoshizumi           | 4:43:56 |

### Mitja marató
| Edició | Any  | Guanyador                | Temps   | Guanyadora                           | Temps   |
| ------ | ---- | ------------------------ | ------- | ------------------------------------ | ------- |
| I      | 2009 | Francisco José Rodríguez | 2:45:19 | Nuria Domínguez                      | 3:27:25 |
| II     | 2010 | Agustí Roc               | 2:29:45 | Yanira Martín                        | 3:39:00 |
| III    | 2011 | Javier Heras             | 2:36:08 | Luz Vanesa Cabrera                   | 3:26:02 |
| IV     | 2012 | Dailos García            | 2:28:13 | Yurena Castrillo                     | 3:28:05 |
| V      | 2013 | Samuel Ortega            | 2:37:01 | Gina Lucrezi                         | 3:06:19 |
| VI     | 2014 | Martin Dematteis         | 2:19:58 | Elisa Desco                          | 2:46:41 |
| VII    | 2015 | Dailos García Pombrol    | 2:22:06 | Azara García de los Salmones Marcano | 2:47:17 |
| VIII   | 2016 | Ondrej Fejfar            | 2:18:30 | Lea Bäuscher                         | 2:59:29 |
| IX     | 2017 | Remi Bonnet              | 2:19:21 | Virginia Perez                       | 2:48:38 |
| X      | 2018 | Stian Angermund-Vik      | 2:13:34 | Laura Orgué i Vila                   | 2:45:52 |
| XI     | 2019 | Aritz Egea Cáceres       | 2:16:46 | Yngvild Kaspersen                    | 2:39:33 |

### Quilòmetre vertical
| Edició | Any  | Guanyador            | Temps | Guanyadora       | Temps |
| ------ | ---- | -------------------- | ----- | ---------------- | ----- |
| I      | 2014 | Bernard Dematteis    | 47:23 | Elisa Desco      | 59:43 |
| II     | 2015 | Jessed Hernàndez     | 50:15 | Alice Gaggi      | 59:48 |
| III    | 2016 | Saúl Padua           | 48:43 | Emily Collinge   | 57:56 |
| IV     | 2017 | Stian Angermund-Vik  | 47:22 | Yuri Yoshizumi   | 59:28 |
| V      | 2018 | Pascal Egli          | 47:55 | Christel Dewalle | 56:52 |
| VI     | 2019 | Daniel Osanz Laborda | 48:42 | Jessica Pardin   | 58:38 |

## Participants
| Edició | Any  | Total | Ultramarató | Marató | Mitja marató | Km. Vertical |
| ------ | ---- | ----- | ----------- | ------ | ------------ | ------------ |
| I      | 2009 | 378   | ?           | -      | ?            | -            |
| II     | 2010 | 647   | ?           | -      | ?            | -            |
| III    | 2011 | 805   | 451         | -      | 354          | -            |
| IV     | 2012 | 1492  | ?           | -      | ?            | -            |
| V      | 2013 | ?     | ?           | -      | ?            | -            |
| VI     | 2014 | ?     | ?           | 661    | ?            | 83           |
| VII    | 2015 | ?     | 1094        | 443    | ?            | 76           |
| VIII   | 2016 |       |             |        |              |              |
| IX     | 2017 |       |             |        |              |              |
| X      | 2018 |       |             |        |              |              |
| XI     | 2019 |       |             |        |              |              |
| XII    | 2020 |       |             |        |              |              |